# Séismes de 2000 en Islande
Les séismes de 2000 en Islande sont deux secousses telluriques de magnitude 6,5 chacune et survenues les 17 et 21 juin 2000 dans la zone sismique du Sud de l'Islande, une zone de faiblesse tectonique entre les deux rifts de la ceinture volcanique de Reykjanes à l'ouest et la de la zone volcanique Est à l'est. Ils sont parmi les séismes les plus importants jamais survenus en Islande et les premiers aussi puissants depuis 88 ans.